# Olomouc (region)
Regionen Olomouc (tjekkisk:  Olomoucký kraj ) er en administrativ region i Tjekkiet, beliggende i den nordvestlige og centrale del af det historiske Mähren. Regionen er navngivet efter byen Olomouc, der også er administrationsby. Regionen er op til 123 km i nord-sydlig retning og mellem 27 og 84 km i øst-vestlig. Den har 5 distrikter med i alt 307 kommuner.

## Distrikter
| Statistiske oplysninger 2002 | Statistiske oplysninger 2002 | Statistiske oplysninger 2002 | Statistiske oplysninger 2002 | Statistiske oplysninger 2002 |
| ---------------------------- | ---------------------------- | ---------------------------- | ---------------------------- | ---------------------------- |
|                              |                              |                              |                              |                              |
| Distrikter                   | Areal/km²                    | Indbyggere                   | Gennemsnitsalder             | Kommuner                     |
| Jeseník                      | 719                          | 42.251                       | 37,9                         | 24                           |
| Olomouc                      | 1.451                        | 224.156                      | 39,1                         | 92                           |
| Prostějov                    | 770                          | 109.524                      | 39,5                         | 96                           |
| Přerov                       | 884                          | 138.895                      | 39,0                         | 104                          |
| Šumperk                      | 1.316                        | 125.924                      | 38,6                         | 78                           |

Andel af Bruttonationalproduktet (2001): 4,8 %,
Arbejdsløshedsprocent (2002): 10,2 %

## Større byer
Befolkningstallet er pr. 1 januar 2019:
| Navn              | Befolkning | Areal (km²) | Distrikt  |
| ----------------- | ---------- | ----------- | --------- |
| Olomouc           | 100.523    | 103         | Olomouc   |
| Prostějov         | 43.680     | 39          | Prostějov |
| Přerov            | 43.186     | 59          | Přerov    |
| Šumperk           | 25.957     | 28          | Šumperk   |
| Hranice           | 18.057     | 50          | Přerov    |
| Zábřeh            | 13.589     | 35          | Šumperk   |
| Šternberk         | 13.495     | 49          | Olomouc   |
| Uničov            | 11.396     | 48          | Olomouc   |
| Jeseník           | 11.192     | 38          | Jeseník   |
| Litovel           | 9.810      | 46          | Olomouc   |
| Mohelnice         | 9.189      | 46          | Šumperk   |
| Lipník nad Bečvou | 8.024      | 31          | Přerov    |